# Assemblée générale des Nations unies
Pour les articles homonymes, voir Assemblée générale (homonymie).
L'Assemblée générale des Nations unies (abrégé AGNU) est l'un des six organes principaux de l'ONU. Elle a un rôle consultatif pour les questions touchant au maintien de la paix et à la sécurité internationale.

## Son rôle
Le rôle de l'Assemblée est principalement consultatif, contrairement au Conseil de sécurité qui a des pouvoirs principalement exécutifs.
Un État (membre ou non de l'ONU) peut saisir l'Assemblée générale sur les questions touchant au maintien de la paix ou à la sécurité internationale. Ses conclusions n'ont qu'une valeur de recommandation, finalement c'est le Conseil de sécurité qui décidera.
Elle a également pour rôle de nommer le secrétaire général de l'ONU (sur recommandation du Conseil de sécurité), les membres non-permanents du Conseil de sécurité, ceux du Conseil économique et social, du Conseil de tutelle (qui ne se réunit plus depuis l'indépendance du dernier pays sous tutelle en 1994) et également ceux de la Cour internationale de justice et du Conseil des droits de l'homme.
L’Assemblée a un pouvoir de décision sur le budget de l'ONU, la répartition des contributions entre les États membres et l'entrée des nouveaux membres au sein de l'Organisation.

## Composition
Elle est composée de cinq représentants par État membre. Chaque État dispose d'une seule voix, de manière à mettre sur un pied d'égalité tous les États membres.
Elle est composée également d'un Bureau, lui-même composé :
- d'un président
- de 21 vice-présidents
- de 6 présidents de commission (un pour chaque grande commission de l'Assemblée)
- d'une commission de vérification des pouvoirs, composée de 9 membres nommés sur proposition du président

## Sessions ordinaires

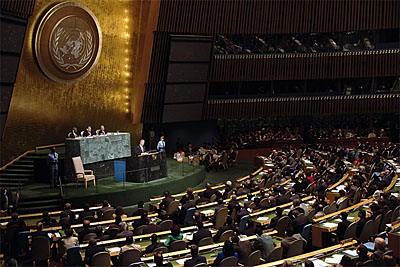
Assemblée générale des Nations unies.

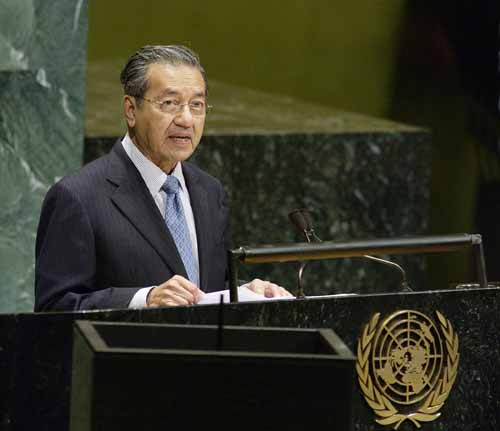
Le Premier ministre malaisien Mahathir Mohamad à l'Assemblée générale des Nations unies en 2003.

Il y a, une fois par an, une session ordinaire qui commence le troisième mardi de septembre et se poursuit généralement jusqu'à mi-décembre. Elle est suspendue avant Noël et peut reprendre épisodiquement l'année suivante.
Chaque session débute par l'élection à la majorité simple des différents membres du Bureau.
Comme le nombre de questions pour chaque session ordinaire est important (plus d'une centaine), elles sont généralement renvoyées aux grandes commissions qui sont au nombre de six :
- Première commission : traite des questions de désarmement et de sécurité internationale
- Deuxième commission : traite des questions économiques et financières
- Troisième commission : traite des questions sociales, humanitaires, culturelles et des droits humains
- Quatrième commission : traite des questions politiques spéciales et de la décolonisation
- Cinquième commission : traite des questions administratives et budgétaires
- Sixième commission : traite des questions juridiques.

Que les questions soient traitées en session plénière ou par les grandes commissions, le vote est toujours fait en session plénière. Il se déroule généralement à la fin de la session ordinaire.
La première session ordinaire s'est tenue en 1946 au Westminster Central Hall à Londres (du 10 au 14 février), puis s'est poursuivie au musée d'art de Queens de Flushing Meadows à New York (du 23 octobre au 15 décembre). À l'exception de la 3e session de 1948 et 6e session de 1951 qui se sont déroulées au palais de Chaillot à Paris, toutes les autres sessions avant 1950 se sont tenues à Flushing Meadows. Depuis le 14 octobre 1952 (ouverture de 7e session), l'assemblée générale se réunit annuellement dans l'actuel siège des Nations unies à Manhattan (seule la 26e session en 1988 se déroula au palais des Nations à Genève).
Depuis les attentats du 11 septembre 2001 et la crise financière mondiale de 2007-2008, l'absence de certains chefs d'État à l'ouverture de ces sessions ordinaires met en lumière la perte de crédit de l'ONU, la contestation de l'ordre occidental et le désinvestissement de dirigeants qui choisissent d'autres grands rendez-vous diplomatiques mondiaux (sommets d'organisations internationales telles que l'OCS, l'OTSC, l'UA ou les BRICS),.

## Sessions extraordinaires
Si une question ne peut pas attendre le début d'une session ordinaire, et si le Conseil de sécurité n’est pas en mesure, généralement en raison d’un désaccord entre les membres permanents, de prendre une décision sur une menace à la paix et à la sécurité internationales, l'Assemblée peut se réunir en sessions extraordinaires thématiques (la première ouverte le 2 avril 1947, consacrée à la Palestine) et en sessions extraordinaires d'urgence (la première le 31 octobre 1956, en application de la résolution 377(V) du 3 novembre 1950) afin de faire des recommandations appropriées aux États Membres en vue de prendre des mesures collectives. La proposition de session extraordinaire doit être appuyée par au moins sept membres, ou par une majorité d’États Membres de l’Organisation des Nations unies. Si des votes sont suffisants, l’Assemblée doit se réunir dans les 24 heures, les membres étant informés au moins douze heures avant l’ouverture de la session. À la date du 28 février 2022, il y a eu 11 sessions extraordinaires d’urgence dans l’histoire de l’ONU. Par exemple, le 27 février 2022, le Conseil de sécurité a adopté la résolution 2623 (2022) pour convoquer une session extraordinaire d’urgence de l’Assemblée générale, afin d'étudier la situation en Ukraine : n'ayant besoin que d'une majorité de neuf voix, sans possibilité de veto, le Conseil a adopté la résolution par 11 voix pour, une voix contre (Russie), et les abstentions de l'Inde, de la Chine et des Émirats arabes unis.

## Mode de scrutin
Sur les questions touchant à la paix, à la sécurité internationale, à l'admission de nouveaux membres et aux budgets, les décisions sont prises à la majorité des deux tiers. Toutes les autres décisions sont prises à la majorité simple. Par exemple, le 2 mars 2022, l'Assemblée générale vote la résolution ES-11/1 qui « exige que la Russie cesse immédiatement de recourir à la force contre l'Ukraine » déplorant « dans les termes les plus vifs l'agression de la Russie contre l'Ukraine » et affirmant « son attachement à la souveraineté, l'indépendance, l'unité et l'intégrité territoriale de ce pays, y compris de ses eaux territoriales ». La résolution est adoptée par 141 pays (soit plus des 2/3), cinq s'y opposent (Biélorussie, Corée du Nord, Venezuela, Érythrée, Syrie), 35 s'abstiennent (dont la Chine), sur une organisation comptant 193 membres,. Cette résolution n'est pas contraignante.

## Documents produits
De nombreux documents, concernant un ou plusieurs points de l'ordre du jour de l'Assemblée générale sont publiés lors de chaque session. Ces documents reflètent les travaux, les débats et le processus décisionnel de l'Assemblée générale. Il s'agit principalement de rapports, de lettres, de comptes rendus de réunions, de résolutions et décisions.
Toutes les résolutions font l'objet d'une publication individuelle. Elles sont des expressions formelles de l'opinion ou de la volonté des organes des Nations unies. Elles concernent en général les questions de fonds. Les décisions concernent des questions de procédure, comme les élections, les nominations, organisation des futures sessions. Elles ne sont pas publiées individuellement mais sont reproduites dans une compilation annuelle.